# Nordheim am Main
Nordheim am Main, Nordheim a.Main – miejscowość i gmina w Niemczech, w kraju związkowym Bawaria, w rejencji Dolna Frankonia, w regionie Würzburg, w powiecie Kitzingen, wchodzi w skład wspólnoty administracyjnej Volkach. Leży około 13 km na północ od Kitzingen, nad Menem.